# 马及马及叛乱
马及马及起义（德语：Maji Maji-Aufstand）有时被称为马及马及战争（斯瓦希里语：Vita vya Maji Maji，Maji-Maji-Krieg），是在德属东非境内爆发的一次反对德国殖民统治的武装起义。这场战争是由德国殖民者迫使土著居民种植棉花的政策引发的，从1905年持续至1907年。战争造成了25万至30万人死亡，其中大部分是死于饥荒的平民。

## 前奏
在1880年代晚期欧洲列强结束对非洲的瓜分之后，德国加强了对其所拥有的几个殖民地的控制。德国殖民政府在1898年开始在德属东非征收人头税，并严重依赖强制劳力来完成建设。1902年，卡尔·彼得斯命令殖民地的村庄种植棉花作为出口用经济作物，每个村庄所生产的棉花都必须达到配额；于是村长们均被命令从事棉花生产的监督工作，迫使他们站在村庄劳动力的对立一方。德国人的政策不仅被排斥，更对原住民的生活产生显著负面影响，当地的社会结构因德国的政策而迅速改变。男女在家庭中的角色为了适应社会需求而改变：由于男性离家外出工作，女性则被迫承担传统上由男性负责的工作；此外，男子背井离乡的现状削减了原住民村庄自给自足与对抗恶劣环境的能力。于是，原住民对殖民政府的敌意在这些影响下迅速上升。
起义者尝试寻找一种能够驱逐德国殖民者的魔法，并将其看作团结起义力量的象征。德国人类学家记录，当地的一位灵媒金吉基蒂莱·恩瓜莱（Kinjikitile Ngwale）自称被蛇神洪戈（Hongo）附体，能制造出一种把德国人的子弹化为清水的魔药。这种魔药在斯瓦希里语中被称为马及（Maji），因此其追随者便自称马及马及（Maji-maji）。然而，这种所谓的“魔药”实为蓖麻油与小米种子混合的液体。恩瓜莱亦宣称德属东非的原住民得到了消灭德国殖民者的使命。追随者对此深信不疑，并在这种液体的加持下发动了马及马及起义。

## 经过
起义者们装备着长矛与有时淬毒的箭支，人多势众的他们亦相信，在魔药的加持下德国人的子弹将化为清水，无法对他们造成伤害。起义者头戴小米梗，从他们的村庄开始进军。他们起初袭击了一个前哨站并破坏了当地的棉花种植园。然而，在1905年7月31日，马通比（Matumbi）部落的群众相应他们的起事，在东南部沿海城市萨曼加（Ssamanga）摧毁了当地的贸易站与棉花种植园。德国殖民者很快作出回应，逮捕了恩瓜莱并对其判处绞刑。在被处决之前，恩瓜莱宣称他已将魔药分发至各地。在1905年8月14日，响应起义的恩金多（Ngindo）部落群众袭击了一众正在狩猎的传教士；所有5名传教士，其中包括达累斯萨拉姆的罗马天主教主教斯皮斯（Spiss）均被矛戳死。
在整个8月内，起义从现今坦桑尼亚的马图宾山南部地区爆发，并迅速在整个殖民地南部传播。8月16日位于伊法卡拉（Ifakara）的一次袭击更是全歼了一支德国巡逻队，并使得通往马亨盖（Mahenge）要塞的门户洞开。尽管殖民地南部的欧洲居民与驻军数量相当小（仅有458名欧洲人与588名非洲士兵），但现代化的防御工事与武器为他们带来了优势。在马亨盖，数千名由另一位灵媒领导的马及马及起义者向德军营地进发。营地守军由西奥多·冯·哈塞尔（Theodor von Hassel）领导，包括60名非裔士兵，数百名向政府效忠的部落群众以及2挺机枪。起义者由两个部落的群众组成，他们在攻击时间上存在分歧并导致无法协作。第一波攻击前进至距离要塞1000米后遭到德军火力攻击，起义者冒着弹雨坚持了15分钟后溃退；第二波攻击由1200名起义者组成并由东部方向进攻，而这次进攻则有些人在被射杀前离德军火线仅有3步之遥。
尽管这次战斗可谓起义的顶点，但在这之后一支新部族恩戈尼（Ngoni）人决定以5000人之众加入起义，这支部族乃是1818年之后迁至此地区的穆斯林民族。1905年10月21日，德军携带重机枪从马亨盖出发前往恩戈尼人的营地。恩戈尼部族士兵在战斗中撤退并丢下了所有装着魔药的瓶子，大喊：“这马及只不过是一个谎言！”

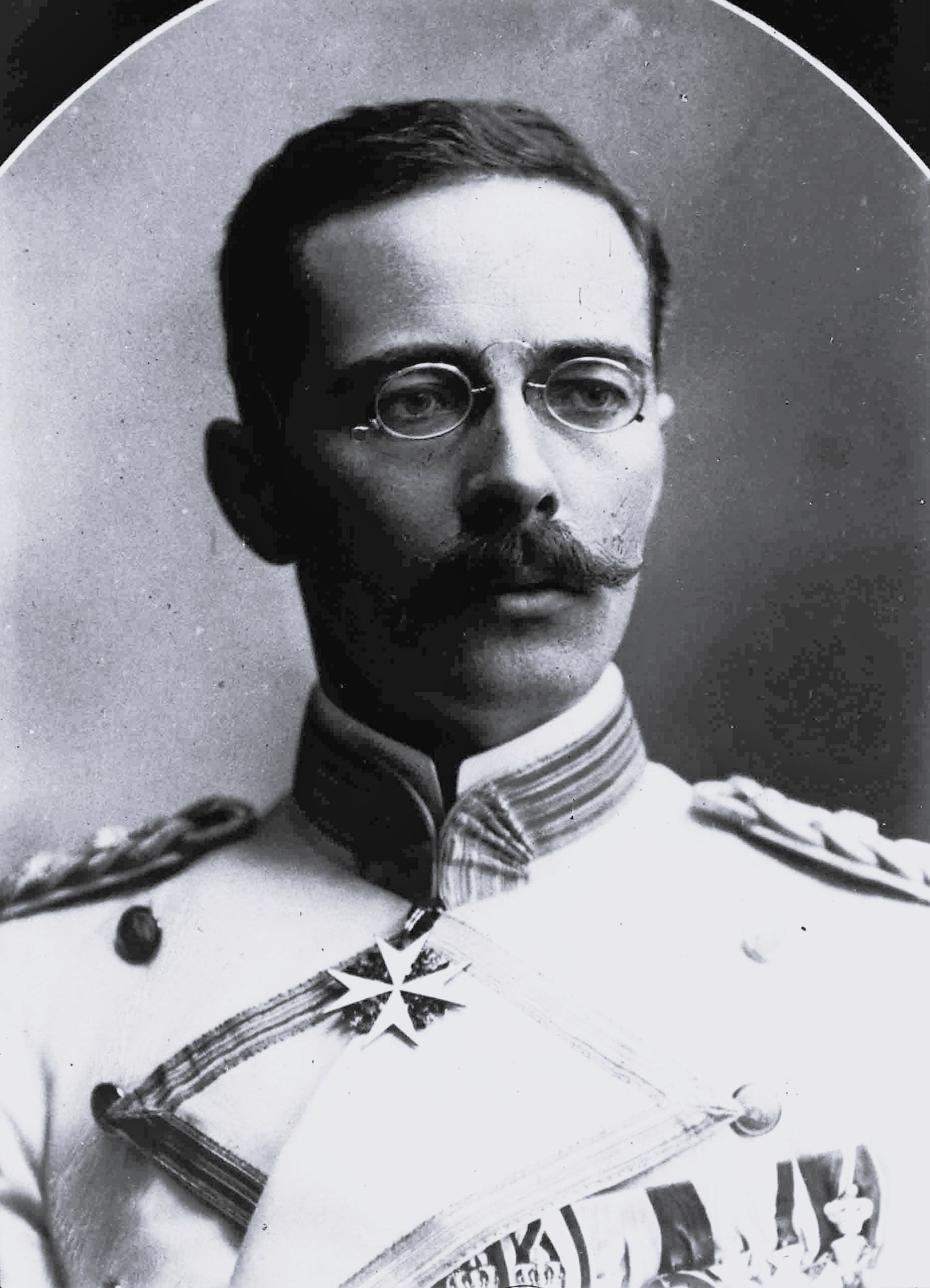
古斯塔夫·阿道夫·冯·格特岑，1901-1906年任德属东非总督。

而在殖民政府方面，时任德属东非总督的古斯塔夫·阿道夫·冯·格特岑伯爵请求德国中央政府的支援。德皇威廉二世立即派出两艘携带充分补给品的巡洋舰前往起义地区，除此之外也有一部分援军从遥远的德属新几内亚赶来。10月，当1000名援军抵达时，格特岑认为反攻的时机已成熟。在此之后，德属东非西南部的叛乱已在1906年4月被平息，但其他起义地区的战斗仍在继续。在1906年5月初，一支由2名欧洲人与46名阿斯卡利组成的小队在从南部城市松盖阿向马亨盖行军时持续遭到了攻击。相应地，德国人的注意力亦转移至东南部地区。东南地区的起义在此之后退为游击战争，并带来了严重的饥荒。
此饥荒的一部分是有意而为之。格特岑总督愿意赦免领导者，巫医与放下武器的士兵，但他也需要肃清剩下的起义者，由此他选择以饥荒作为威胁。早在1905年，殖民地部队的一位指挥官旺根海姆上尉就在给格特岑总督的信中写道：
“只有饥饿与求生的欲望能够最终使得起义者屈服。单一的军事行动只不过像汪洋里的一滴水。”
起义的余烬最终在1907年熄灭。起义使得15名欧洲人，389名非洲士兵，以及25-30万起义者与无辜民众死亡。起义的失败击垮了当地民众反抗的精神，但德属东非在起义之后新上任的总督对殖民地实行更开明的政策也一定程度上安抚了民心。

## 后记
对马及马及起义的镇压彻底改变了南坦桑尼亚的历史。无数人因此流离失所，战后所带来的影响也促使帝国政府在当地推行改革。在一战爆发前，德属东非可以算是非洲殖民地中管理较出色的一个。这场起义也成为了坦桑尼亚历史上的一个焦点。此后，坦桑尼亚民族主义者们将此看作坦桑尼亚民族主义的一个最初的例子，它是将不同人民团结在统一领导下的一个经验，也是坦桑尼亚各民族试图建立一个不被外国势力支配的国家的一次尝试。